# Сисак
Сисак (на хърватски: Sisak) е град в Хърватия, административен център на Сисашко-мославската жупания. Сисак е с население от 47 768 жители (2011 г.) и обща площ от 422,75 км². Намира се на 100 м н.в. и е разположен на 57 км югоизточно от столицата Загреб при сливането на реките Одра, Сава и Купа.

## Общи сведения
Сисак е голям речен пристанищен град, тъй като именно оттук река Сава става плавателна и по нея корабите достигат река Дунав.
Градът е също курортен център с голям брой минерални извори с температура 42-54 °C.

## История
Сисак има древна история, селище на това място е основано още преди около 2500 години. Тук живеят келти и те дават на града името Сегестика. След завладяването на този район от Римската империя, поради стратегически важното си разположение градът, вече под името Сисция, бързо се разраства и се превръща в столица на римската провинция Савия. Епископът на Сисция, Св. Квириний, в началото на IV в. е измъчван от римляните и след като не се отказва от вярата си, е хвърлен в реката с камък на шията. Днес той е почитан като покровител на град Сисак.
В средата на XVI в. за защита от османското нашествие в Сисак е построено мощно отбранително съоръжение - крепостта Сисак. На 22 юни 1593 г. тук се състои битката при Сисак между османците и войските на Хабсбургска монархия, съставени предимно от хървати. Османската армия е напълно разгромена, а районът попада под властта на Хабсбургите.
След Първата световна война Сисак заедно с цяла Хърватия става част от Кралството на сърби, хървати и словенци, а след Втората световна война - част от Югославия. От 1991 г. след разпада на Югославия е част от независима Хърватия.

## Побратимени градове
- Габрово, България
- Йихлава, Чехия
- Лешно, Полша
- Ремхинген, Германия
- Сомбатхей, Унгария
- Хайденхайм на Бренц, Германия